# Roy Ascott
Roy Ascott (Bath, 26 d'octubre del 1934) és un artista i científic anglès que treballa amb la cibernètica i la telemàtica. Pioner de l'art telemàtic, és professor de tecnoètica a la Universitat de Plymouth i professor visitant de disseny i art media a la Universitat de Califòrnia. Assessora la UNESCO, nombroses universitats de tot el món i diversos festivals, a més d'organitzar cada any les conferències internacionals Consciousness Reframed. Ha exposat els seus treballs sobre la relació de l'art, la tecnologia i la consciència a la Biennal de Venècia i de Mercosul, la Triennal de Milà i l'Electra Paris. També és editor d'honor de les publicacions Technoetic Arts i Leonardo. Com a investigador ha escrit més de 130 articles, traduïts a diversos idiomes, i un total de sis llibres, entre els quals destaquen Reframing Consciousness (1999), Technoetic Arts (2002) i Telematic Embrace: Visionary Theories of Art Technology and Consciousness (2003).